# Murkigudda, Manvi
Murkigudda là một làng thuộc tehsil Manvi, huyện Raichur, bang Karnataka, Ấn Độ.